# Mathieu Khedimi
Pas d'image ? Cliquez ici

a Compétitions nationales et continentales officielles uniquement.

b Matchs officiels uniquement.
Mathieu Khedimi, né le 19 février 1964 à Mediouna en Algérie et mort le 30 décembre 2023 à Perpignan,, est un joueur et entraîneur de rugby à XIII français évoluant au poste de talonneur ou troisième ligne. Il effectue sa carrière au sein du club de Saint-Estève avec lequel il remporte de nombreux titres. Un auteur de la littérature treiziste, le considérant même comme « longtemps l'âme du club ».
Enfin, il connaît neuf sélections avec l'équipe de France entre 1987 et 1994. Il est également entraîneur de Saint-Estève en 1998 avec un titre de Championnat et de Coupe de France. Il est le père de Matthieu Khedimi, international français de rugby à XIII, et de Romain Khedimi également joueur de rugby à XIII. Il devient également vice-président de la Fédération française de rugby à XIII aux côtés de Marc Palanques. 

## Biographie
Il a été formé au rugby à XV dans les rangs de l'USAP atteignant la demi finale du Championnat Reichel en 1982 sous les ordres de Louis Cros.
En rugby à XIII, il a fait partie de la grande équipe de Saint-Estève collectionnant les titres de Championnat de France et de Coupe de France dans les années 1980 et 1990.
Dans la vie civile, il tient une société de terrassement après avoir été policier municipal.

## Palmarès

### En tant que joueur
- Collectif :
  - Vainqueur du Championnat de France : 1989, 1990 et 1993 et 1997 (Saint-Estève).
  - Vainqueur de la Coupe de France : 1987, 1993 et 1994 et 1995 (Saint-Estève).
  - Finaliste du Championnat de France : 1992, 1995 et 1996 (Saint-Estève).
  - Finaliste de la Coupe de France : 1986, 1988 et 1990 (Saint-Estève).

#### Coupe du monde
| Édition           | Rang      | Résultats France | Résultats Khedimi | Matchs Khedimi |
| ----------------- | --------- | ---------------- | ----------------- | -------------- |
| Édition 1985-1988 | Cinquième | 1 v, 1 n, 3 d    | 1 v, 0 n, 0 d     | 1/5            |
| Édition 1989-1992 | Quatrième | 2 v, 0 n, 6 d    | 0 v, 0 n, 1 d     | 1/8            |

Légende : v = victoire ; n = match nul ; d = défaite.

#### Détails en sélection
| Matchs internationaux de Mathieu Khedimi | Matchs internationaux de Mathieu Khedimi | Matchs internationaux de Mathieu Khedimi | Matchs internationaux de Mathieu Khedimi | Matchs internationaux de Mathieu Khedimi | Matchs internationaux de Mathieu Khedimi | Matchs internationaux de Mathieu Khedimi | Matchs internationaux de Mathieu Khedimi | Matchs internationaux de Mathieu Khedimi | Matchs internationaux de Mathieu Khedimi | Matchs internationaux de Mathieu Khedimi | Matchs internationaux de Mathieu Khedimi |
|                                          | Date                                     | Adversaire                               | Résultat                                 | Compétition                              | Poste                                    | Points                                   | Essais                                   | Pen.                                     | Drops                                    |                                          |                                          |
| ---------------------------------------- | ---------------------------------------- | ---------------------------------------- | ---------------------------------------- | ---------------------------------------- | ---------------------------------------- | ---------------------------------------- | ---------------------------------------- | ---------------------------------------- | ---------------------------------------- | ---------------------------------------- | ---------------------------------------- |
| sous les couleurs de la France           |                                          |                                          |                                          |                                          |                                          |                                          |                                          |                                          |                                          |                                          |                                          |
| 1.                                       | 15 novembre 1987                         | Papouasie-Nlle-Guinée                    | 21-4                                     | Coupe du monde                           | Talonneur                                | -                                        | -                                        | -                                        | -                                        |                                          |                                          |
| 2.                                       | 24 janvier 1988                          | Grande-Bretagne                          | 14-28                                    | Test-match                               | Talonneur                                | -                                        | -                                        | -                                        | -                                        |                                          |                                          |
| 3.                                       | 6 février 1988                           | Grande-Bretagne                          | 12-30                                    | Test-match                               | Talonneur                                | 4                                        | 1                                        | -                                        | -                                        |                                          |                                          |
| 4.                                       | 19 novembre 1989                         | Nouvelle-Zélande                         | 14-16                                    | Test-match                               | Talonneur                                | -                                        | -                                        | -                                        | -                                        |                                          |                                          |
| 5.                                       | 3 décembre 1989                          | Nouvelle-Zélande                         | 0-34                                     | Coupe du monde                           | Talonneur                                | -                                        | -                                        | -                                        | -                                        |                                          |                                          |
| 6.                                       | 21 novembre 1993                         | Nouvelle-Zélande                         | 11-36                                    | Test-match                               | Talonneur                                | -                                        | -                                        | -                                        | -                                        |                                          |                                          |
| 7.                                       | 4 décembre 1994                          | Australie                                | 0-74                                     | Test-match                               | Remplaçant                               | -                                        | -                                        | -                                        | -                                        |                                          |                                          |

#### En club
| Saison    | Saison          | Championnat           | Championnat | Coupe           | Coupe      | Sélection | Sélection | Sélection | Sélection | Sélection | Sélection | Sélection |
| Saison    | Saison          | Comp.                 | Class.      | Comp.           | Class.     | Comp.     | M         | Pts       | Ess.      | Buts      | Dp.       |           |
| --------- | --------------- | --------------------- | ----------- | --------------- | ---------- | --------- | --------- | --------- | --------- | --------- | --------- | --------- |
| 1983-1984 | AS Saint-Estève | Championnat de France | 8e          | Coupe de France | ?          |           |           |           |           |           |           |           |
| 1984-1985 | AS Saint-Estève | Championnat de France | 1/4 finale  | Coupe de France | 1/8 finale |           |           |           |           |           |           |           |
| 1985-1986 | AS Saint-Estève | Championnat de France | 1/2 finale  | Coupe de France | Finaliste  |           |           |           |           |           |           |           |
| 1986-1987 | AS Saint-Estève | Championnat de France | 1/2 finale  | Coupe de France | Vainqueur  |           |           |           |           |           |           |           |
| 1987-1988 | AS Saint-Estève | Championnat de France | 1/2 finale  | Coupe de France | Finaliste  | CM        | 3         | 4         | 1         | -         | -         |           |
| 1988-1989 | AS Saint-Estève | Championnat de France | Champion    | Coupe de France | 1/4 finale |           |           |           |           |           |           |           |
| 1989-1990 | AS Saint-Estève | Championnat de France | Champion    | Coupe de France | Finaliste  | CM        | 2         | -         | -         | -         | -         |           |
| 1990-1991 | AS Saint-Estève | Championnat de France | 6e          | Coupe de France | 1/8 finale |           |           |           |           |           |           |           |
| 1991-1992 | AS Saint-Estève | Championnat de France | Finaliste   | Coupe de France | 1/2 finale |           |           |           |           |           |           |           |
| 1992-1993 | AS Saint-Estève | Championnat de France | Champion    | Coupe de France | Vainqueur  |           |           |           |           |           |           |           |
| 1993-1994 | AS Saint-Estève | Championnat de France | ?           | Coupe de France | Vainqueur  |           | 2         | -         | -         | -         | -         |           |
| 1994-1995 | AS Saint-Estève | Championnat de France | Finaliste   | Coupe de France | Vainqueur  |           |           |           |           |           |           |           |
| 1995-1996 | AS Saint-Estève | Championnat de France | Finaliste   | Coupe de France | 1/2 finale |           |           |           |           |           |           |           |
| 1996-1997 | AS Saint-Estève | Championnat de France | Champion    | Coupe de France | 1/2 finale |           |           |           |           |           |           |           |

### En tant qu'entraîneur
- Collectif :
  - Vainqueur du Championnat de France : 1998 (Saint-Estève).
  - Vainqueur de la Coupe de France : 1998 (Saint-Estève).
  - Finaliste du Championnat de France : 2000 (Saint-Estève).